# 薬王寺 (東京都港区)
薬王寺（やくおうじ）は、東京都港区にある日蓮宗の寺院。

## 歴史

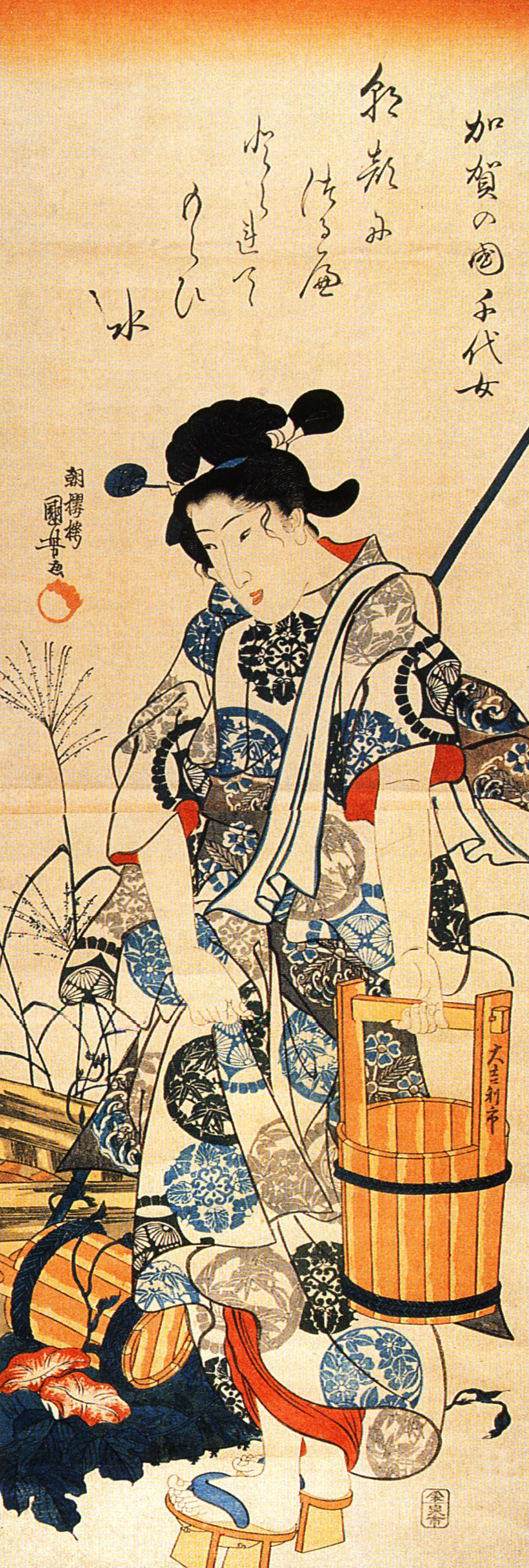
加賀千代女と朝顔の井戸（歌川国芳画）

1615年（元和元年）、本化院日桂によって開山された。
元々は、現在の麻布狸穴町に位置していたが、1621年（元和7年）に現在地に移転した。
当寺の境内には井戸がある。「鎮火の霊水」として知られており、江戸の大火の際には大いに役立ったという。
またこの井戸は、江戸時代の俳人加賀千代女の
の句で登場する井戸とされており、別名「朝顔の井戸」と呼ばれている。

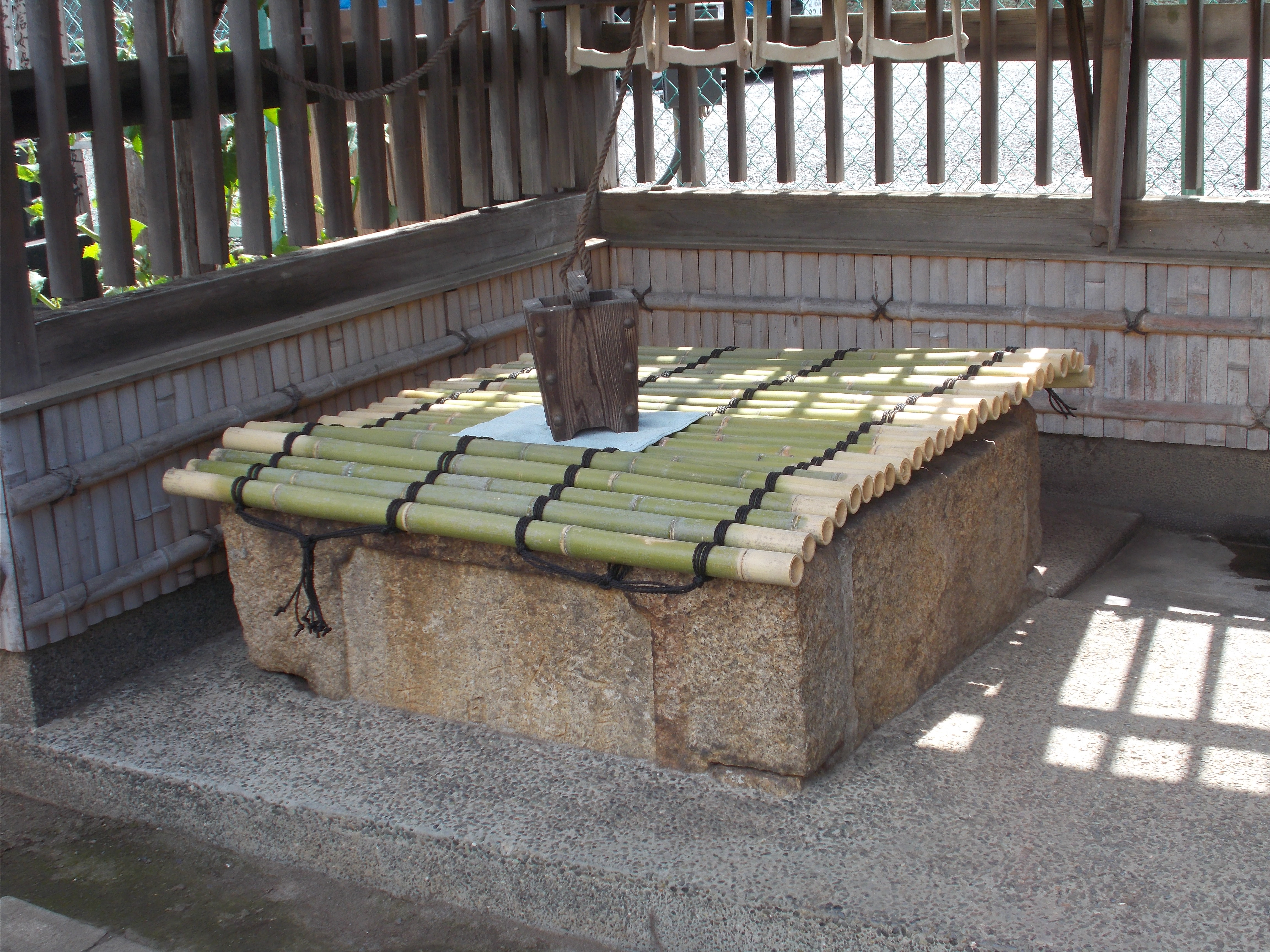
朝顔の井戸

## 交通アクセス
- 白金高輪駅より徒歩5分。